# Throwing Muses

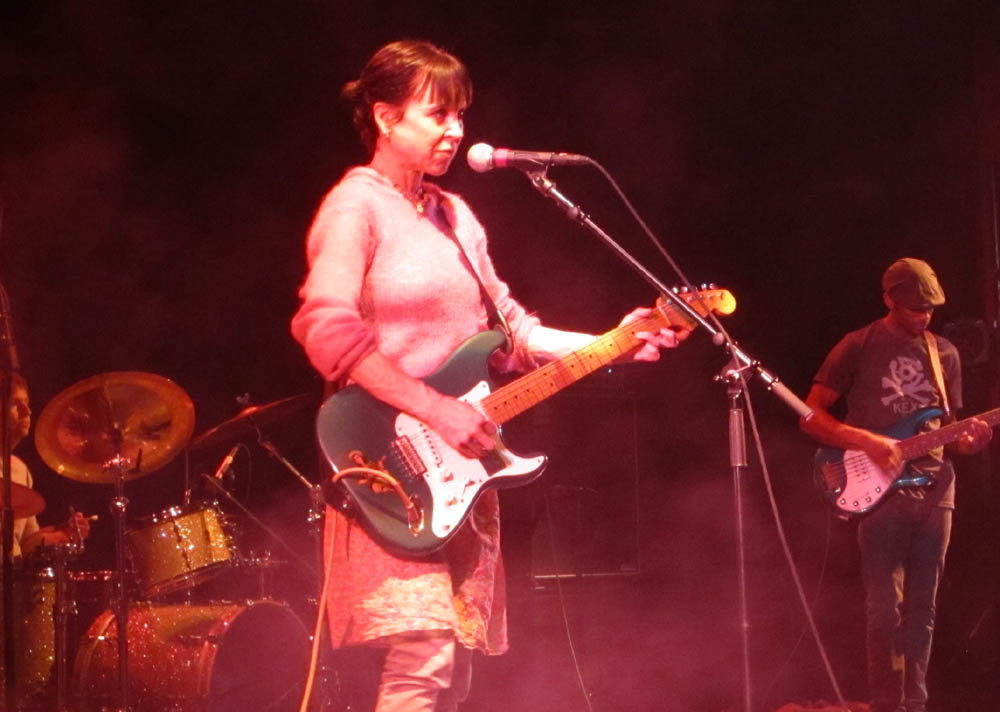
Throwing Muses (David Narcizo, Kristin Hersh en Bernard Georges) in 2014

Throwing Muses is een Amerikaanse post-punk alternatieve rockband, opgericht in 1981 door Kristin Hersh en Tanya Donelly.
De muziek van The Throwing Muses kenmerkt zich door een stijl van wisselende tempo's, wisselende dynamiek en poëtische surrealistische teksten. Vanaf 1997 werden the Throwing Muses minder actief, doordat Kristin Hersh zich richtte op haar solocarrière.
De single Bright Yellow Gun was in 1994 het enige (kleine) hitje van de Throwing Muses in Nederland.
Sinds 2003 is de band weer bij elkaar.

## Bandleden
Belangrijkste leden
- Bernard Georges: bas (1992–tot heden)
- Kristin Hersh: zang, gitaar (1981–tot heden)
- David Narcizo: drums (1983–tot heden)
- Tanya Donelly: zang, gitaar (1981–1991, gast in concerten en opname 2001 en 2003)

Andere leden
- Fred Abong: bas (1990–1991)
- Elaine Adamedes: bas, zang (1981–1983)
- Becca Blumen: drum, zang (1981—1983)
- Leslie Langston: bas (1984–1990, kort betrokken bij opname in 1992)

## Discografie
- Stand Up ep, 1984 (eigen uitgave 7")
- Doghouse Cassette, 1985 (eigen uitgave, cassette)
- Untitled, 1986
- Chains Changed ep,	1987
- The Fat Skier, 1987 (mini-album met 7 nummers)
- House Tornado, 1988
- Hunkpapa, 1989
- Dizzy ep, 1989
- The Real Ramona, 1991
- Counting Backwards ep, 1991
- Not Too Soon ep,	1991
- Red Heaven, 1992
- Firepile (part one) ep, 1992
- Firepile (part two) ep, 1992
- The Curse (live), 1992
- Bright Yellow Gun ep, 1994
- University, 1995
- Limbo, 1996
- Shark ep, 1996
- Ruthie's Knocking ep, 1996
- Freeloader ep, 1997
- In A Doghouse (Heruitgave van Doghouse Cassette en Untitled (1986)), 1998
- Live in Providence, 2001
- Throwing Muses, 2003
- Purgatory/Paradise, 2013
- Sun Racket, 2020